# Cliche Love Song
«Cliche Love Song» (укр. «Шаблонна пісня про кохання») — пісня данського співака Басіма, з якою він представляв Данію на пісенному конкурсі Євробачення 2014, що пройде в Копенгагені. У фіналі конкурсу пісня набрала 74 бали та посіла 9 місце.